# (825) Tanina
(825) Tanina es un asteroide perteneciente al cinturón de asteroides descubierto en 1916 por Grigori Nikoláievich Neúimin.

## Descubrimiento y denominación
Tanina fue descubierto por Grigori Neúimin el 27 de marzo de 1916 desde el observatorio de Simeiz, en Crimea, e independientemente por Max Wolf el 3 de abril del mismo año desde el observatorio de Heidelberg-Königstuhl, Alemania. Se designó inicialmente como 1916 ZL y se desconoce el origen del nombre.

## Características orbitales
Tanina orbita a una distancia media del Sol de 2,226 ua, pudiendo alejarse hasta 2,394 ua. Su inclinación orbital es 3,4° y la excentricidad 0,07539. Emplea en completar una órbita alrededor del Sol 1213 días.
Tanina forma parte de la familia asteroidal de Flora.

## Características físicas
La magnitud absoluta de Tanina es 11,5. Tiene un diámetro de 11,02 km y un periodo de rotación de 6,94 horas. Su albedo se estima en 0,2624.